# X-SAMPA
X-SAMPA [ˈɛksˌsæmpə] (Abk. für Extended Speech Assessment Methods Phonetic Alphabet [ɪkˈstɛndɪd spiːtʃ əˈsɛsmənt ˌmɛθədz fəʊˈnɛtɪk ˈælfəbɛt]) ist eine Weiterentwicklung von SAMPA, einem phonetischen Alphabet, das per 7-Bit-ASCII-Code dargestellt werden kann. X-SAMPA wurde 1995 vom britischen Phonetiker John C. Wells entwickelt, um die unterschiedlichen SAMPA-Varianten für verschiedene Sprachen auf einen Nenner zu bringen, sowie sämtliche Zeichen, die im Internationalen Phonetischen Alphabet vorkommen, darstellen zu können. Trotz der Verbreitung von Unicode zum Zweck der Erstellung und Archivierung von Druckerzeugnissen wird X-SAMPA zunehmend in phonetischen und sprachtechnologischen Kontexten weltweit verwendet, vor allem wenn es um die automatische Verarbeitung großer Transkriptionsmengen lokaler Sprachen zu statistischen Zwecken geht, um Sprach-Eingabe/Ausgabe-Systeme zu entwickeln und um lexikographische Datenbanken zu erstellen.